# Daniela Morozzi
Daniela Morozzi (Firenze, 9 giugno 1968) è un'attrice italiana.

## Biografia
Nel 1988 entra a far parte della Lega Italiana Improvvisazione Teatrale (LIIT), prima come attrice e poi come insegnante e direttrice artistica. Nel 2002 è stata un'insegnante teatrale nel reality show, Operazione Trionfo, condotto da Miguel Bosé e trasmesso da Italia 1. Lavora anche come attrice cinematografica e soprattutto televisiva, diventando nota grazie alla serie tv di Canale 5, Distretto di Polizia, dove dal 2000 al 2010 ha interpretato il ruolo di Vittoria Guerra.

## Teatro
- Terapia, terapia, regia di Augusto Fornari (2011)
- Se non ci fossi io, regia di Augusto Fornari (2012)
- Mangiare bere dormire - Storie di badanti e badati!, regia di Augusto Fornari (2013)
- La vedova scaltra!, regia di Emanuele Barresi (2014)
- Chiamalo ancora amore, regia di Toni Fornari (2014)
- La fortuna si diverte!, regia di Emanuele Barresi (2014)
- Amaranto - Inatteso sorprendente amore!, regia di Ilenia Costanza (2015)

## Filmografia

### Cinema
- Ritorno a casa Gori, regia di Alessandro Benvenuti (1996)
- Ovosodo, regia di Paolo Virzì (1997)
- Baci e abbracci, regia di Paolo Virzì (1998)
- Nemmeno in un sogno, regia di Gianluca Greco (2002)
- Piove sul bagnato, regia di Andrea Muzzi e Andrea Bruno Savelli (2009)
- I primi della lista, regia di Roan Johnson (2011)
- Uscio e bottega, regia di Marco Daffra (2013)
- Basta poco, regia di Andrea Muzzi (2015)
- Notti magiche, regia di Paolo Virzì (2018)
- Quel genio del mio amico, regia di Alessandro Sarti (2021)

### Televisione
- Pazza famiglia, regia di Enrico Montesano – serie TV (1995)
- Ultimo - La sfida, regia di Michele Soavi – film TV (1999)
- Distretto di polizia 1-10 – serie TV (2000-2010)
- L'uomo del vento, regia di Paolo Bianchini – film TV (2003)
- L'amore non basta, regia di Tiziana Aristarco – miniserie TV (2005)
- Il mio amico Babbo Natale, regia di Franco Amurri – film TV (2005)
- Il commissario Manara, regia di Davide Marengo e Luca Ribuoli – serie TV (2009-2011)
- La fuga di Teresa, regia di Margarethe von Trotta – film TV (2012)
- Il tredicesimo apostolo - La rivelazione, regia di Alexis Sweet – serie TV, episodio 2x08 (2014)
- La fuggitiva, regia di Carlo Carlei – serie TV, episodi 1x02-1x04 (2021)
- Lea, regia di Isabella Leoni e Fabrizio Costa – serie TV (2022-2023)

### Cortometraggi
- L'amore non ha parole, regia di Claudia Elettra Muzii (2006)
- L'importante di piacere ai gatti, regia di Claudia Nannuzzi (2007)
- La stanza più fredda, regia di Francesco Rossi (2021)

## Altre esperienze
- Suonare Stella, regia di Giancarlo Nicotra (2006)
- Poeta sarei te, regia di Giancarlo Nicotra (2014)

## Curiosità
È una grande tifosa della Fiorentina.